# Былина, Зинаида Кирилловна
Зинаида Кирилловна Былина — советский хозяйственный деятель, полный кавалер ордена Трудовой Славы.

## Биография
Родилась в 1938 году. Член КПСС.
В 1957—1993 — обмотчица, бригадир комплексной бригады Московского завода машин и приборов для железнодорожного транспорта Министерства тяжёлого и транспортного машиностроения СССР, бригадир комплексной бригады ООО «Трансмаш».
Указами Президиума Верховного Совета СССР от 3 марта 1976 года и 31 марта 1981 года соответственно за досрочное выполнение социалистических обязательств награждена орденами Трудовой Славы III и II степеней.
Указом Президиума Верховного Совета СССР от 10 марта 1986 года награждена орденом Трудовой Славы I степени, став полным кавалером ордена Трудовой Славы.
Делегат XXV съезда КПСС.
Живёт в Москве.